# Айона – Аделаїда
Айона — Аделаїда — газопровід на півдні Австралії. Офіційно відомий як SEA Gas Pipeline.
З кінця 1960-х потужний індустріальний центр в Аделаїді отримував блакитне паливо лише з центрального регіону країни по трубопроводу Мумба – Аделаїда. У 2003-му створили додаткове джерело живлення за рахунок прокладання трубопроводу Айона — Аделаїда, який може транспортувати ресурс, отриманий по газопроводу Мельбурн — Айона, з підземного сховища газу Айона, від газопереробного заводу Отвей та установки підготовки Мінерва/Афіна. Доцільність проєкту підтвердилася вже у 2004-му, коли внаслідок аварії на газопереробному заводі Мумба звідти тимчасово перестало надходити блакитне паливо і всі електростанції Аделаїди могли розраховувати на ресурс лише з Айона — Аделаїда.
Довжина траси газопроводу становить 680 кілометрів. Приблизно до середини маршруту прокладено дві нитки діаметром по 350 мм, після чого відбувається перехід на одну нитку в діаметрі 450 мм.
Перекачування ресурсу забезпечують компресорні станції у Miakite та Кумандуці. Пропускна здатність Айона — Аделаїда дорівнює 8,3 млн м³ на добу.
Протранспортоване блакитне паливо в Аделаїді використовують передусім численні електростанції — ТЕС Торренс-Айленд, ТЕС Драй-Крік, ТЕС Осборн, ТЕС Пелікан-Пойнт, ТЕС Баркер-Інлет, ТЕС Карантайн, ТЕС Снаппер-Пойнт.